# 광명잉크제조
광명잉크제조 주식회사(KMi)는 대한민국의 잉크 제조회사이다. 1976년 9월에 설립하였으며 기업 이념은 '근면 성실 기술혁신 품질향상'이다.
주 생산품은 신문 윤전용 오프셋 잉크, 잡지, 교과서, 달력, 광고지 등 각종 출판물에 사용되는 인쇄용 잉크와 그라비아 잉크이다.